# Acatepec (Hidalgo)
Acatepec es una localidad de México perteneciente al municipio de Huautla en el estado de Hidalgo.

## Toponimia
Del náhuatl, Aca-tepec, cerro o lugar del carrizo; acatl, caña, tepec, lugar.

## Geografía
Se encuentra en la región Huasteca; a la localidad le corresponden las coordenadas geográficas 20° 57’ 12.364” de latitud norte y 98° 16’ 26.665” de longitud oeste, con una altitud de 585 m s. n. m. Se encuentra a una distancia aproximada de 8.87 kilómetros al norte de la cabecera municipal, Huautla.
En cuanto a fisiografía se encuentra dentro de las provincia de la Sierra Madre Oriental, dentro de la subprovincia del Carso Huasteco; su terreno es de sierra. En lo que respecta a la hidrografía se encuentra posicionado en la región del río Panuco, dentro de la cuenca del río Moctezuma, en la frontera de las subcuencas del río Calabozo. Cuenta con un clima semicálido húmedo con lluvias todo el año.

## Demografía
En 2020 registró una población de 1078 personas, lo que corresponde al 5.21 % de la población municipal. De los cuales 499 son hombres y 579 son mujeres. Tiene 324 viviendas particulares habitadas.
| Gráfica de evolución demográfica de Acatepec entre 1900 y 2020                               |
|                                                                                              |
| Población de los censos y conteos del Instituto Nacional de Estadística y Geografía (INEGI). |

## Economía
La localidad tiene un grado de marginación alto y un grado de rezago social medio.